# Мутинус Равенеля
Мутинус Равенеля (лат. Mutinus ravenelii), также встречается название «сморчок вонючий» — вид грибов из семейства весёлковые (Phallaceae).

## Описание
Плодовые тела Мутинуса Равенеля достигают в зрелом состоянии высоты 5—8 см и ширины примерно 1 см. Они происходят от белых продолговато-яйцевидных образований шириной 1—1,5 см. Рецептакул охряно-желтоватый до имбирно-красного, особенно под глебой. Глеба оливково-зеленоватая, слизистая. Издаёт интенсивный запах падали. Часто Мутинус Равенеля путают с представителями видов Mutinus elegans и Mutinus caninus.
Мутинус Равенеля — наземный сапротроф. Встречается редко в парках и садах под лиственными, реже хвойными деревьями. Плодовые тела появляются с июня до конца сентября; несъедобны, в пищу не употребляются.
Родом из Северной Америки. Занесён в Европу.